# ZFフリードリヒスハーフェン
ZFフリードリヒスハーフェン（ZF Friedrichshafen AG、ゼットエフ フリードリヒスハーフェン）はドイツフリードリヒスハーフェンに本拠を置く自動車部品製造企業。社名のZFはZahnradfabrik(歯車工場）の略である。26か国で121社の生産会社を持つZFグループを形成している。自動車部品業界では世界第4位（2018年度）。

## 概要
パワートレーンとシャシーコンポーネントの世界的メガサプライヤー。とくにトランスミッションのシェアでは特筆すべきものがあり、大型バス用オートマチックトランスミッションの世界シェアで半数近くを、EU圏内においては65%のシェアを占める。
自動車向けのオートマチックトランスミッションのサプライヤーでもあり、各社のオートマチックトランスミッション開発から設計、製造を請け負っている。また航空機や船舶のエンジンや部品のメーカーでもある。

## 沿革

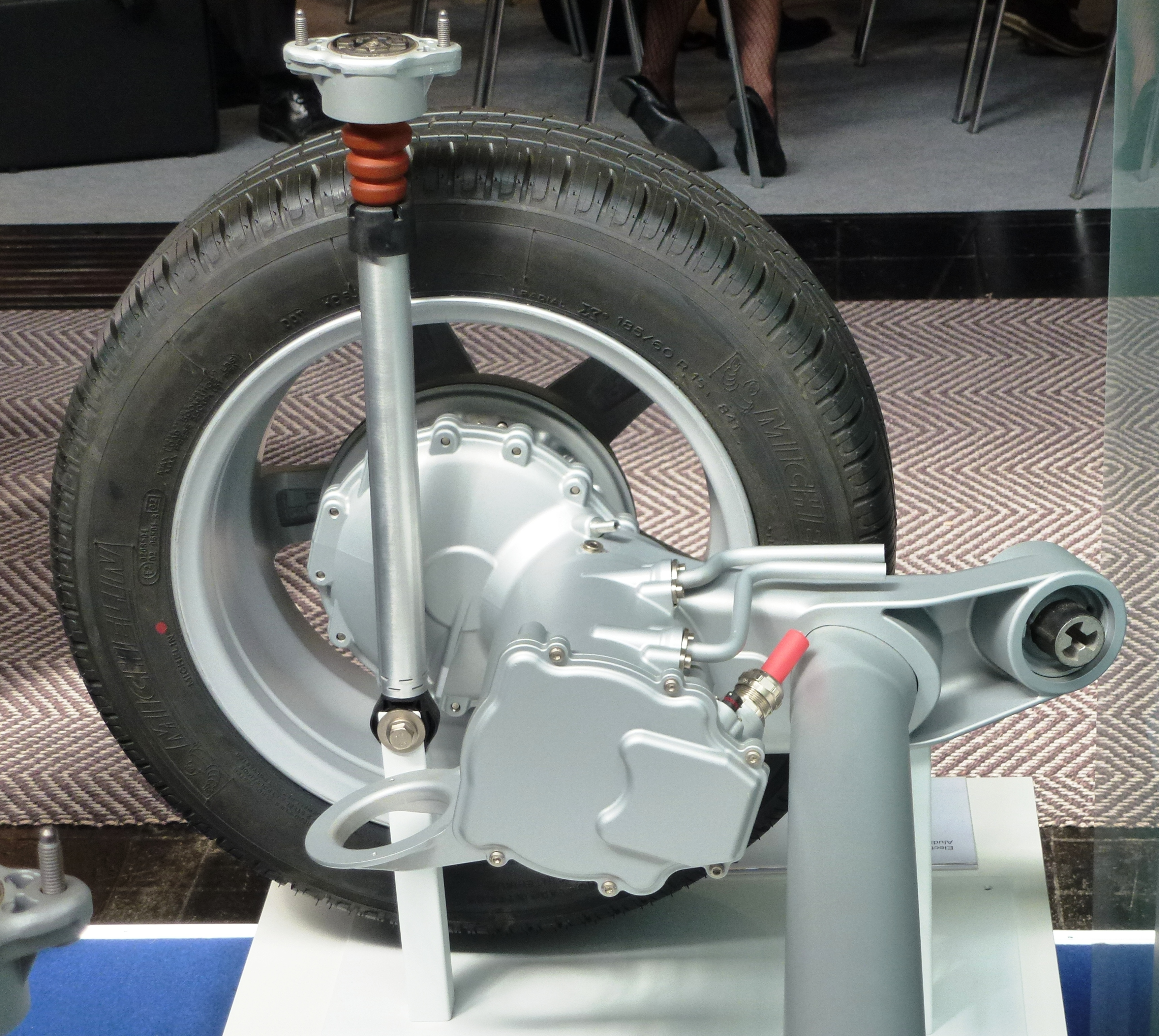
電気自動車用ドライブユニット

- 1915年 - ツェッペリン飛行船用の歯車メーカーとして創業
- 1918年 - 自動車用ギアボックスに参入
- 第二次世界大戦中ドイツ国防軍に戦車用のトランスミッションを納入
- 1960年代 - 西ドイツ（当時）の主要自動車メーカーにトランスミッションを供給
- 1969年 - オートマチックトランスミッション（3HP20型）を開発
- 2008年 - チェリー社 (初代)（英語版）を買収しZFエレクトロニクスに改称。
- 2014年 - アメリカのTRW社を買収。世界第2位（2013年売上高基準）のメーカーとなる。
- 2016年 - ZFエレクトロニクスからコンピューター入力デバイス部門をチェリー (2代目)として分社。
- 2019年 - 3月28日、スイスの商用車向けブレーキサプライヤー大手であるWABCO社を7700億円で買収した[2]。

## 日本におけるZF
日本法人はゼット・エフ・ジャパン株式会社。神奈川県横浜市に本社を構える。Super GTのスポンサーの1社。

### バス用オートマチックトランスミッション

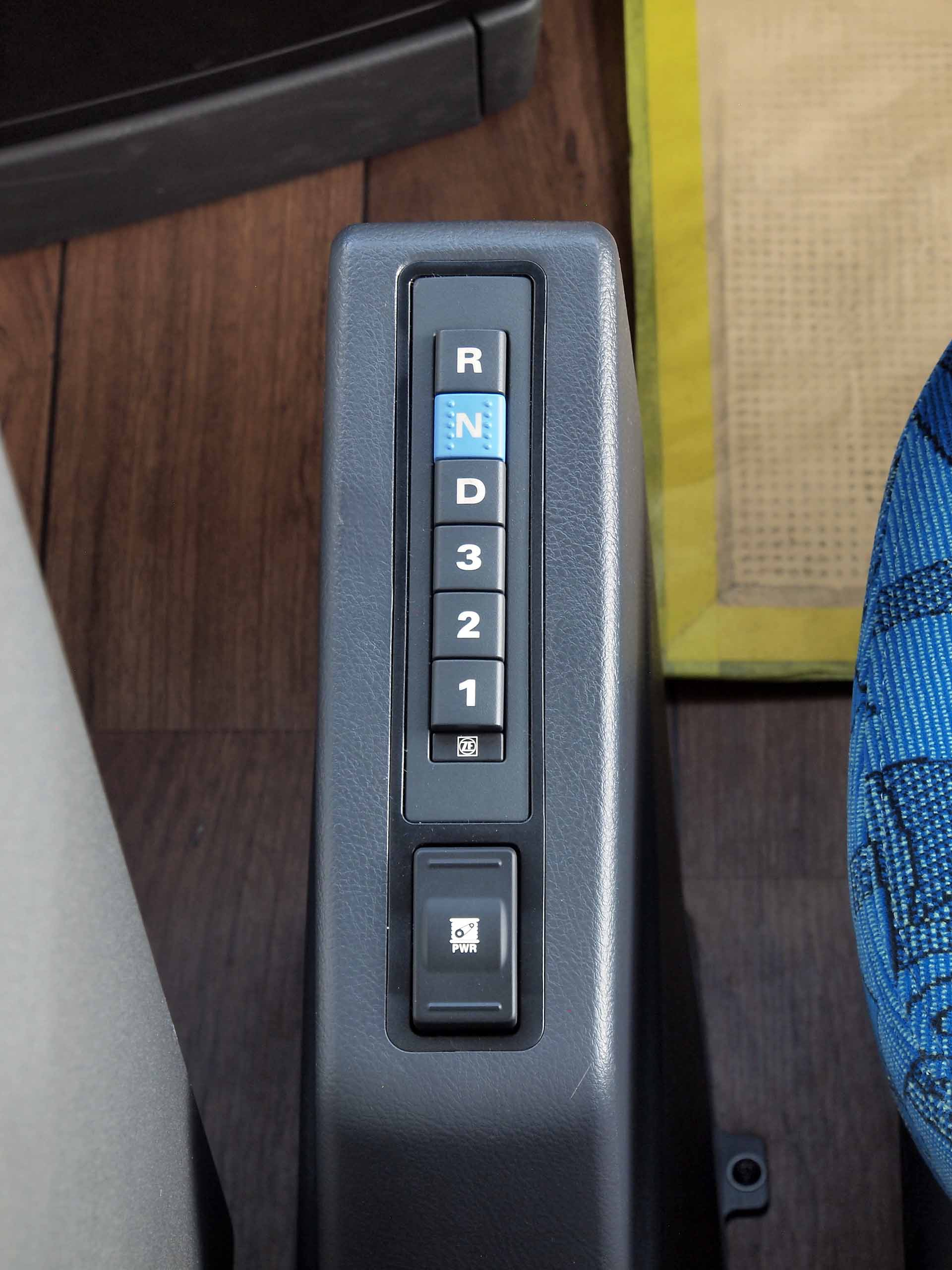
バス用オートマチックトランスミッション（ヒュンダイ・ユニバース）

1980年代に国際科学技術博覧会（科学万博）の連接バス用に輸入されたボルボ・B10Mシャシにトルクコンバータ式オートマチックトランスミッション「エコマット（ECOMAT）」シリーズが搭載されており、同じシャーシを使用したボルボ・アステローペにも搭載されたが、国産バスへのZFトランスミッション採用は遅く、1990年代後半の国産ノンステップバス登場を待つ必要があった。1995年に近鉄バス（当時の近畿日本鉄道自動車局）では既存車の1台を試験的にエコマットに載せ替えて営業運行した（2001年に廃車）。
1990年代には日本側の輸入元として小松製作所との合弁でコマツZFオートモーティブを設立（ZFドライブテックジャパンを経て、現在は提携解消かZFジャパンに改組）、日産ディーゼル・UAのノンステップバスにトランスミッションとアクスルを供給し、後継のスペースランナーRA（OEM供給された三菱ふそう・エアロスター-S含む）まで採用された。その後国産大型ノンステップバス登場の際にはいすゞ・キュービック(LV832)〜いすゞ・エルガ（LV834、タイプB）、日野・ブルーリボン～ブルーリボンシティ（ともにHU2P）にエコマットが搭載され、国産路線バスのAT化を推進する立役者となった。その後UDトラックス（旧:日産ディーゼル）では2005年に観光タイプのスペースアロー＆スペースウィングをモデルチェンジする際にエンジンの小排気量化＋尿素SCR還元システム搭載とあわせ、トランスミッションをエコマットシリーズの新バージョン「エコマット2プラス」に一本化している。
日野とモリタが共同開発したはしご消防車専用シャーシ、MHでも1991年の発売時からZFのトランスミッションが採用されている。特に初代はV型8気筒エンジンとの組み合わせだった。

### マニュアルトランスミッション
マニュアルトランスミッションについては、1990年にいすゞ自動車が810スーパーIIのセミトラクターにエコスプリット（ECOSPLIT）16段（16S190）が搭載されたのが初である。その後いすゞは2000年までこのシリーズを使用（最終的には16S221）、また1997年にはクラッチペダルレスの16段セミAT（AS-TRONIC 16AS2200）をECOGITと言う商品名で同様にトラクターに搭載、販売した。同時期には三菱ふそうのセミトラクターにも16S221の搭載車があった。
また、2007年6月に日産より発表されたアトラスF24にはZF製6速トランスミッション6AS420（セミAT）、6S380が搭載された。
大型トラックに関し、2007年現在は国内各メーカー共自社製のトランスミッションを開発しているため、国内向け車両ではZF製のマニュアルトランスミッションが搭載されているものはないが、輸出仕様においては、東南アジア、オセアニア向け等で今も使用されている（9段、16段等）。